# Acidente ferroviário de Porriño
O Acidente ferroviário de Porriño foi um descarrilamento ocorrido em 9 de setembro de 2016, junto à estação ferroviária do Porrinho, na Galiza, em Espanha. Envolveu um comboio português, que fazia o serviço internacional Celta, entre Porto e Vigo, tendo o acidente provocado quatro mortos.

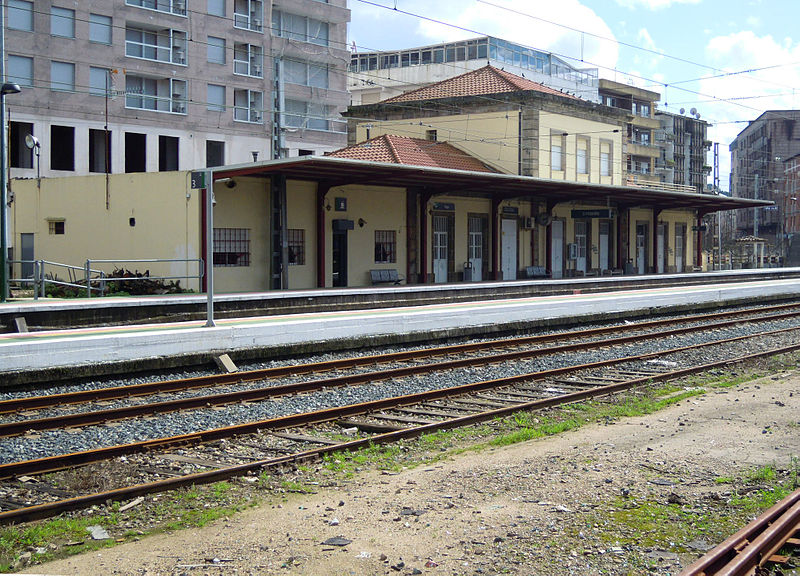
estação de O Porriño, em 2011.

## História

### Antecedentes
O comboio Celta é um comboio internacional gerido em conjunto pelas operadoras Comboios de Portugal e Renfe Operadora, que circulava entre as cidade do Porto, em Portugal, e Vigo, em Espanha. Na altura do acidente, tinha quatro circulações diárias, das quais duas eram conduzidas por maquinistas portugueses, e outras duas por maquinistas espanhóis.

### O acidente
O acidente ocorreu por volta das 09:25 locais (08:25 em Portugal) da manhã no dia 9 de Setembro de 2016. O comboio estava a aproximar-se da estação espanhola de O Porriño, tendo sido desviado para uma via secundária devido a obras naquela estação, descarrilando em seguida. O descarrilamento sucedeu alegadamente devido à velocidade excessiva do comboio, que então circulava a 118 Km/h, quando a velocidade máxima naquela via era de apenas 30 Km/h. Este desastre provocou quatro fatalidades, incluindo o maquinista do comboio, José Arnaldo Moreira, e levou ao corte do tráfego ferroviário naquela zona. Assim, o percurso do comboio Celta em Espanha foi temporariamente substituído por uma carreira de autocarros, que funcionava entre Valença e Vigo.

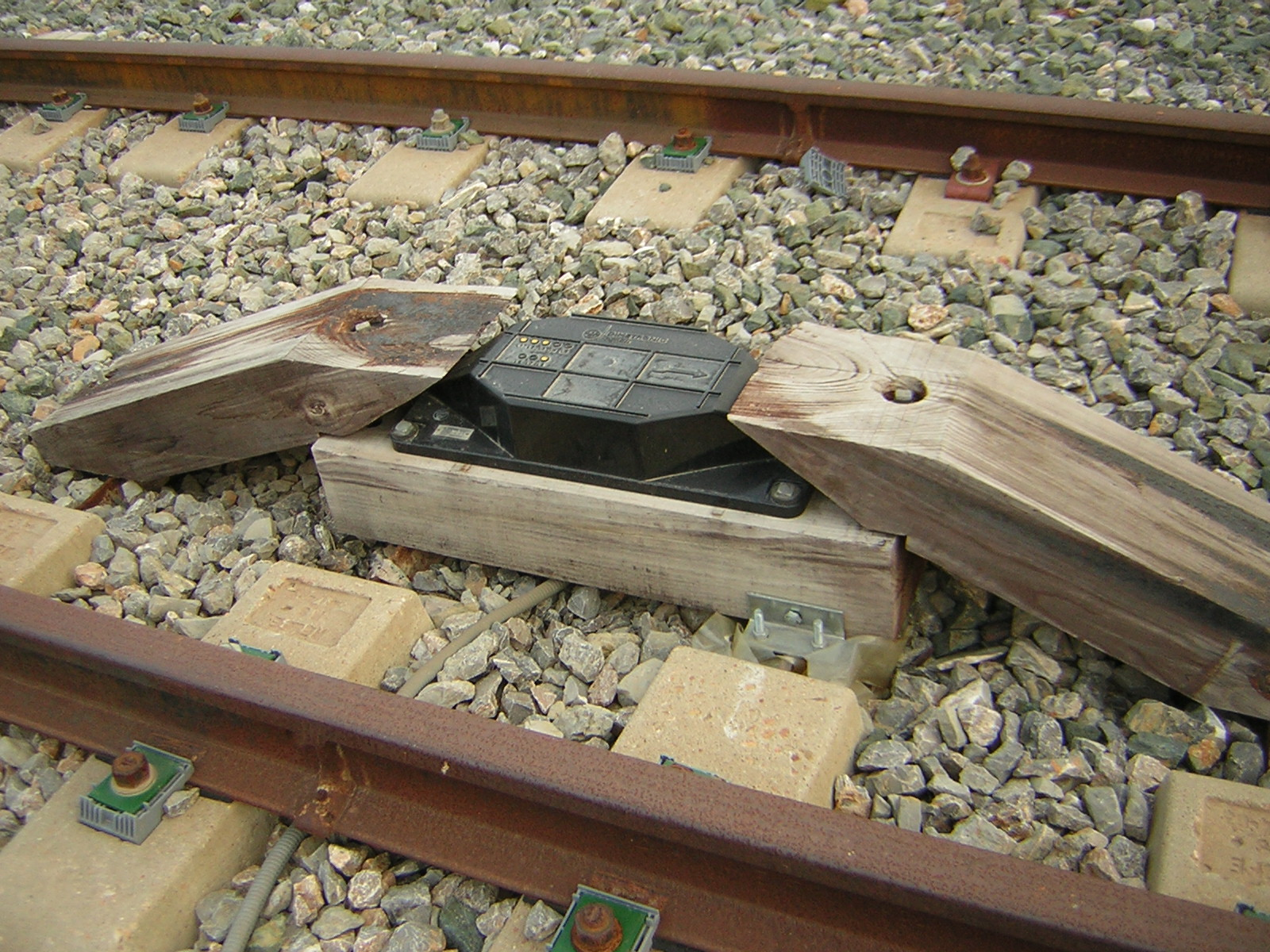
Baliza do sistema ASFA.

### Investigação
No mesmo dia do acidente, os presidentes das operadoras Comboios de Portugal e Renfe Operadora, Manuel Queiró e Pablo Vázquez Vega, respectivamente, deslocaram-se ao local para analisar a situação. Na altura, o Ministério espanhol do Fomento, Rafael Catalá avaliou o maquinista português como um "profissional muito qualificado", e comentou que o comboio envolvido no acidente tinha sofrido uma grande revisão em Maio, e que na Quinta-Feira anterior tinha sido feita uma revisão de rotina, nas instalações do Porto.
No dia seguinte, a CP já tinha iniciado o inquérito sobre este acidente, de forma a descobrir quais foram as causas e as indemnizações a fazer.
Apurou-se que a composição envolvida no acidente usava o sistema ASFA (Anuncio de Señales y Frenado Automático - Anúncio de Sinais e Freio Automático) analógico, um sistema que só acciona os travões se o maquinista não indicar que visualizou a sinalização de velocidade, sem monitorizar a velocidade do comboio a seguir, ou seja, se o maquinista carregar no botão de confirmação do sinal e depois não reduzir a velocidade, então o sistema não faz parar o comboio. Metade das dezoito composições utilizadas no Celta possuíam o sistema analógico, enquanto que as restantes já usavam o equipamento ASFA Digital. Este sistema é mais recente e considerado mais seguro, uma vez que obriga o maquinista a não só dar conhecimento que interpretou de forma correcta os sinais de limitação de velocidade, mas também cumpri-los imediatamente, em caso contrário o sistema acciona automaticamente os travões do comboio.
Já antes do acidente que a RENFE tinha estado a substituir os modelos ASFA analógicos pelos digitais nos seus comboios, prevendo-se que em Janeiro de 2017 já todos os comboios daquela empresa usassem o novo sistema. Por decisão da transportadora portuguesa, todas as automotoras que asseguram os comboios Celta passaram a estar equipadas com o sistema ASFA do tipo digital a partir do dia 10 de Outubro de 2016, de forma a aumentar a segurança.
O acidente foi investigado pelo Tribunal Superior de Justiça da Galiza, pela RENFE, pela ADIF (Administrador de Infraestructuras Ferroviarias - Administração das Infraestruturas Ferroviárias), e pela entidade independente CIAF (Comisión de Investigación de Accidentes Ferroviarios - Comissão de Investigação de Acidentes Ferroviários), com o apoio do seu congénere português, o Gabinete de Investigação de Segurança e de Acidentes Ferroviários (GISAF).